# أنتوني جونستون
أنتوني جونستون (بالإنجليزية: Antony Johnston) هو كاتب قصص مصورة بريطاني، ولد في 25 أغسطس 1972 في برمنغهام في المملكة المتحدة.

## وصلات خارجية
- أنتوني جونستون على موقع IMDb (الإنجليزية)